# Efford
Efford – dzielnica miasta Plymouth, w Anglii, w Devon, w dystrykcie (unitary authority) Plymouth. Efford jest wspomniana w Domesday Book (1086) jako Elforde.